# Wissant
Wissant là một xã trong vùng Hauts-de-France, thuộc tỉnh Pas-de-Calais, quận Boulogne-sur-Mer, tổng Marquise. Tọa độ địa lý của xã là 50° 53' vĩ độ bắc, 01° 39' kinh độ đông. Wissant nằm trên độ cao trung bình là 17 mét trên mực nước biển, có điểm thấp nhất là 0 mét và điểm cao nhất là 158 mét. Xã có diện tích 12,79 km², dân số vào thời điểm 1999 là 1186 người; mật độ dân số là 93 người/km².

## Thông tin nhân khẩu
| 1962  | 1968  | 1975  | 1982  | 1990  | 1999  |
| ----- | ----- | ----- | ----- | ----- | ----- |
| 1 033 | 1 058 | 1 140 | 1 247 | 1 303 | 1 186 |